# Balkanophoenix borisi
Balkanophoenix borisi är en mångfotingart som beskrevs av Karl Wilhelm Verhoeff 1937. Balkanophoenix borisi ingår i släktet Balkanophoenix och familjen kejsardubbelfotingar. Inga underarter finns listade i Catalogue of Life.